# Фатті і Бродвейські зірки
Фатті і Бродвейські зірки (англ. Fatty and the Broadway Stars) — американська короткометражна кінокомедія Роско Арбакла 1915 року.

## У ролях
| - Роско «Товстун» Арбакл — Фатті - Аль Ст. Джон — режисер - Джо Вебер — камео - Лью Філдс — камео - Сем Бернард — камео - Вільям Кольє — камео - Джо Джексон — камео - Мак Сеннет — камео - Форд Стерлінг — камео - Фред Мейс — камео - Честер Конклін — камео - Гаррі Гріббон — камео - Мак Суейн — камео | - Чарльз Мюррей — камео - Мінта Дарфі — Сем Бернард - Генк Манн — жінка в студії - Мей Буш — камео - Глен Кавендер — чоловік в офісі Сеннета - Гаррі Букер — директор студії - Поллі Моран — камео - Чарльз Бауман — камео - Френк Геєс — робітник студії - Джо Бордо — робітник студії - Джиммі Браянт — робітник студії - Нік Коглі — пожежник - Філліс Аллен — незначна роль |